# Muixeranga

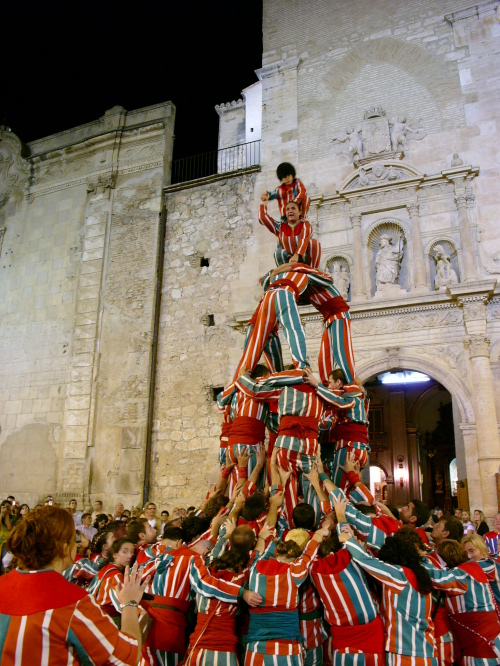
La muixeranga à Algemesí.

La muixeranga est le nom donné aux danses de rue, tours humaines et aux acrobaties originaires du Pays valencien en Espagne et qui sont encore préservées à Algemesí.
La muixeranga est une des traditions de la fête de la Mare de Déu de la Salut d’Algemesí  qui a été inscrite en 2011 par l'UNESCO sur la liste représentative du patrimoine culturel immatériel de l'humanité.
Les origines de la muixeranga se trouvent dans la moixiganga, également à l'origine des castells catalans.

## La Muixeranga et le Musée Casteller de Catalogne
Dérivée des liens entre cette représentation et les «castells» actuelles Muixeranga est inclus dans le discours du Musée Casteller de Catalogne en construction à Valls.